# Sture Kelfve

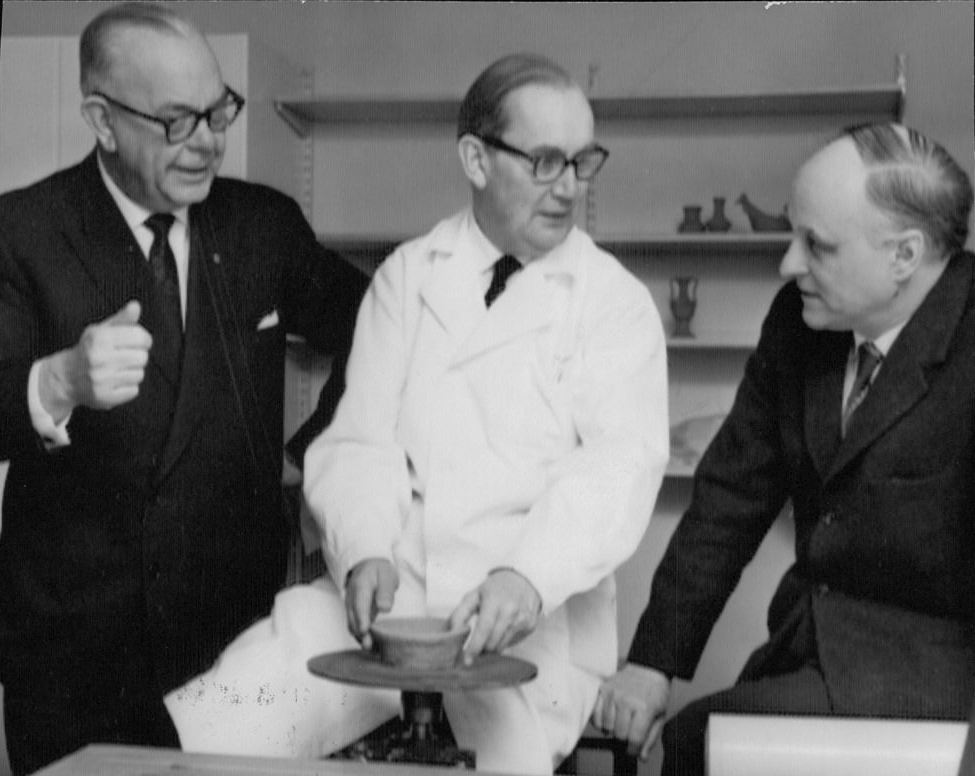
Kelfve (till höger) tillsammans med kommunalråd Harald Lindvall och docent Karl Gustav Dahlgren.

Karl Sture Kelfve, född 9 april 1905 i Kävlinge församling, Malmöhus län, död 11 november 1983 i Malmö, var en svensk arkitekt.
Kelfve avlade teknisk studentexamen 1924, var anställd hos länsarkitekt Nils A. Blanck i Malmö 1928–1932, hos stadsarkitekt Carl-Axel Stoltz där 1932–1943 och bedrev egen arkitektverksamhet i Malmö 1943–1970. Han var delägare i Sjukhusplanering AB, ABC-husen 1971–1974 och i Kelfve-Thornberg Arkitektkontor AB från 1974. Han var styrelseledamot i Södra Sveriges Byggnadstekniska Samfund.

## Verk i urval
- Malmö allmänna sjukhus, bland annat kapell, patologisk-bakteriologisk institution, ortopedisk klinik, psykiatrisk klinik, radiologisk klinik, ögonklinik och centralkök
- Värnhems sjukhus, ett flertal byggnader
- Bostadshus för HSB, Per Albin Hanssons väg 50-56, Blekingsborgsgatan 1-7 (tillsammans med Sven Grönqvist, Thorsten Roos och Bror Thornberg 1955–1956)
- Malmö rådhus, om- och tillbyggnad
- Malmö tingsrätt vid Kalendegatan (1958)
- SDS-huset (1958–1965)
- Jörgen Kocks hus, restaurering (1967)
- Annebergsgården
- EPA, varuhus vid Södra Förstadsgatan (numera ICA Supermarket Söder)
- Kockums montagehall, verkstadshall och läkarhus
- Punkthus vid Dalaplan